# Horst Grund
Horst Grund (né le  29 juillet 1915 à Berlin-Wilmersdorf et mort le 8 mai 2001 à Düsseldorf) est un cadreur et photographe allemand.
Membre de la Compagnie de propagande, il a réalisé de nombreux clichés sur la thématique de la Seconde Guerre mondiale.

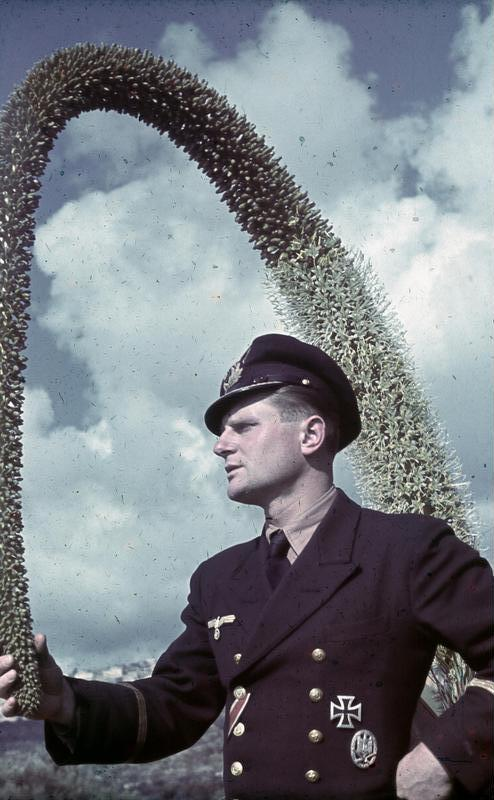
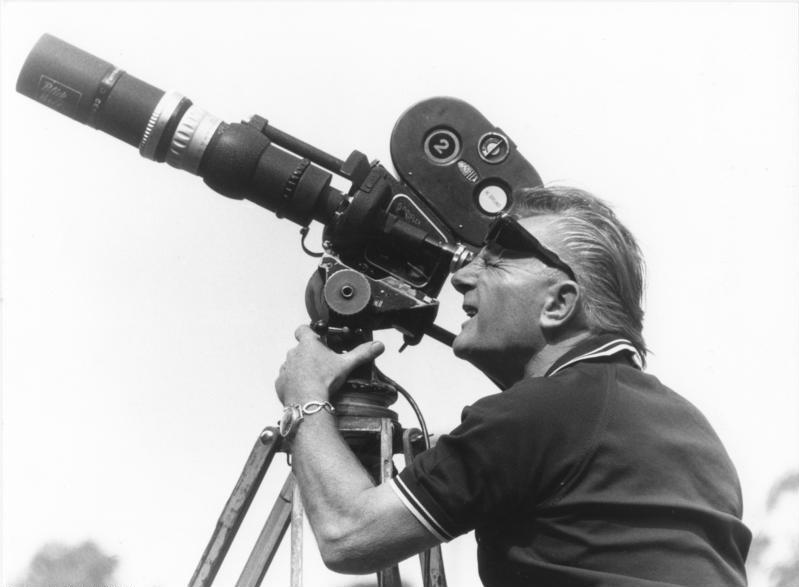
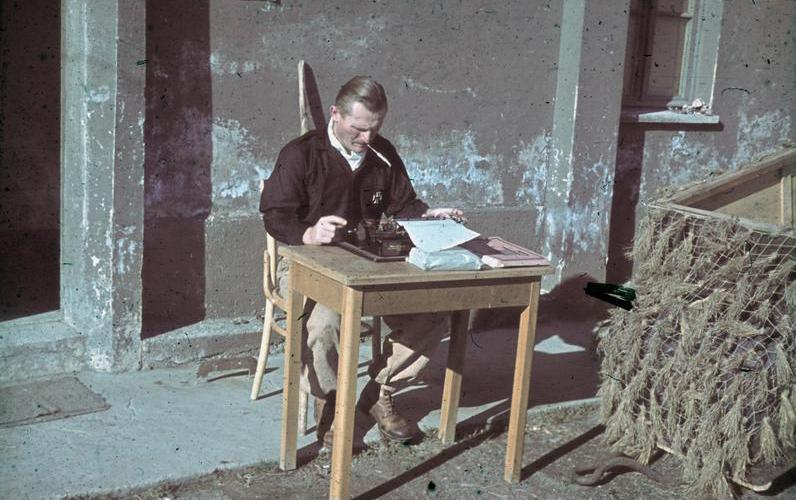
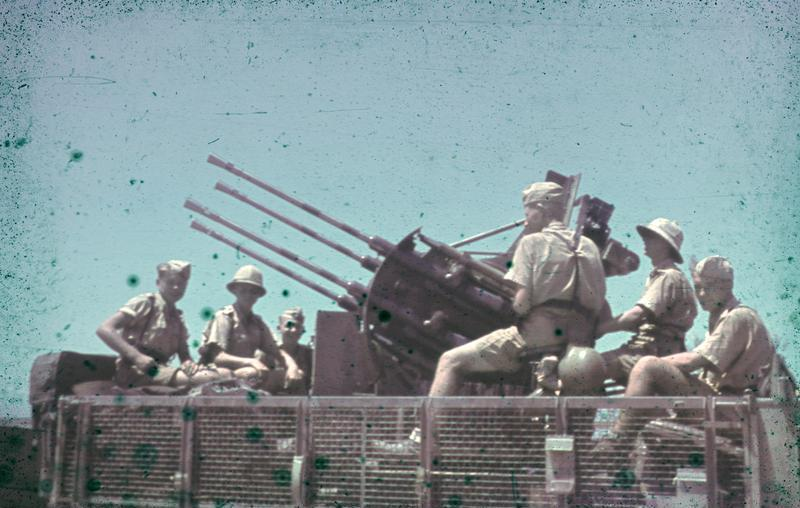
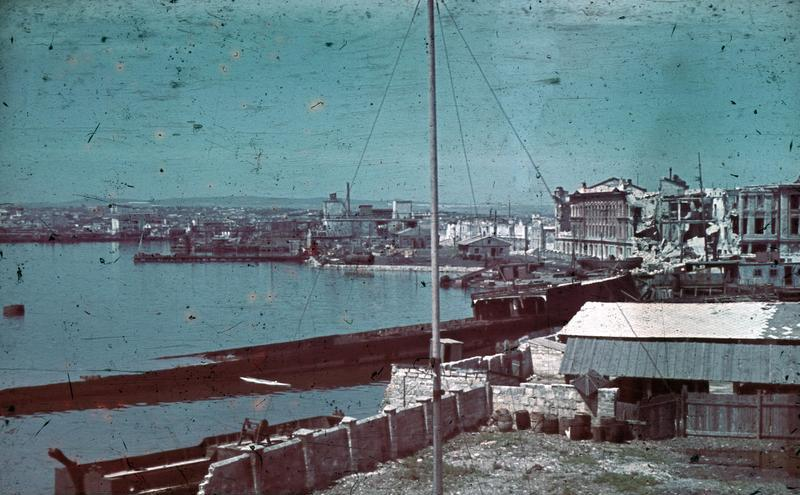
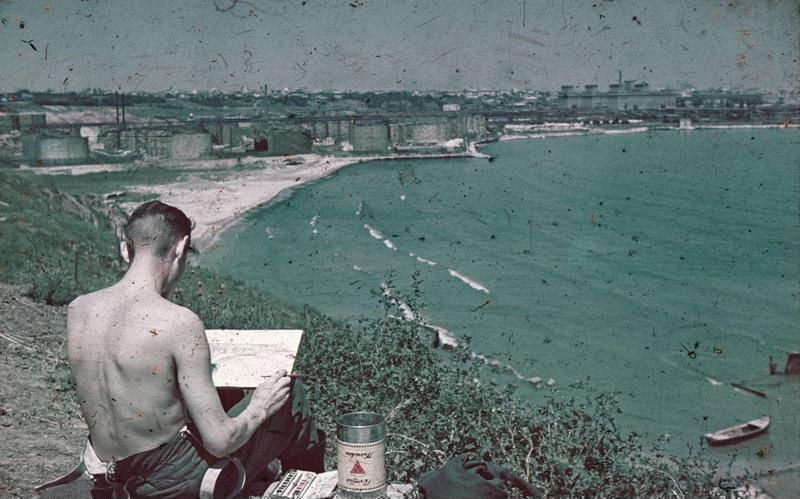